# کوپر

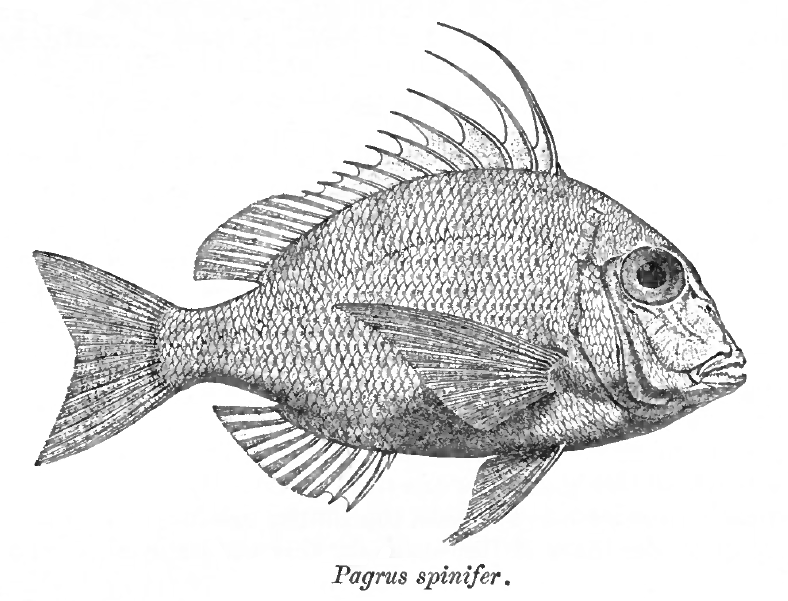
ماهی کوپر

کوپَر نوعی ماهی از خانوادهٔ شانک‌ماهیان است.
بدن آن‌ها بلند و به‌شدت فشرده است. درازای کوپرها تا ۷۰ سانتیمتر می‌رسد. رنگ بدن کوپرها بیش‌تر صورتی نقره‌ای و روی سر آن‌ها تیره‌تر است.
بالۀ مخرجی آن‌ها دارای ۳ خار و ۸ یا ۹ پرتو نرم است.
کوپرها در اقیانوس آرام، اقیانوس هند و سراسر خلیج فارس و دریای عمان زندگی می‌کنند. زیستگاه این ماهی در ژرفای میان صفر تا ۱۵۰ متر است.
صید کوپر از دید تجاری اهمیت زیادی دارد ولی ماهیگیران تفریحی کم‌تر به دنبال صید کوپر هستند.

## منبع
اسدی، هدایت و دیگران، اطلس ماهیان خلیج فارس و دریای عمان، سازمان تحقیقات و آموزش شیلات ایران، تهران: ۱۳۷۵.